# Sisyphi Montes
I Sisyphi Montes sono una struttura geologica della superficie di Marte.